# Sala Jadwigi i Jagiełły na Wawelu

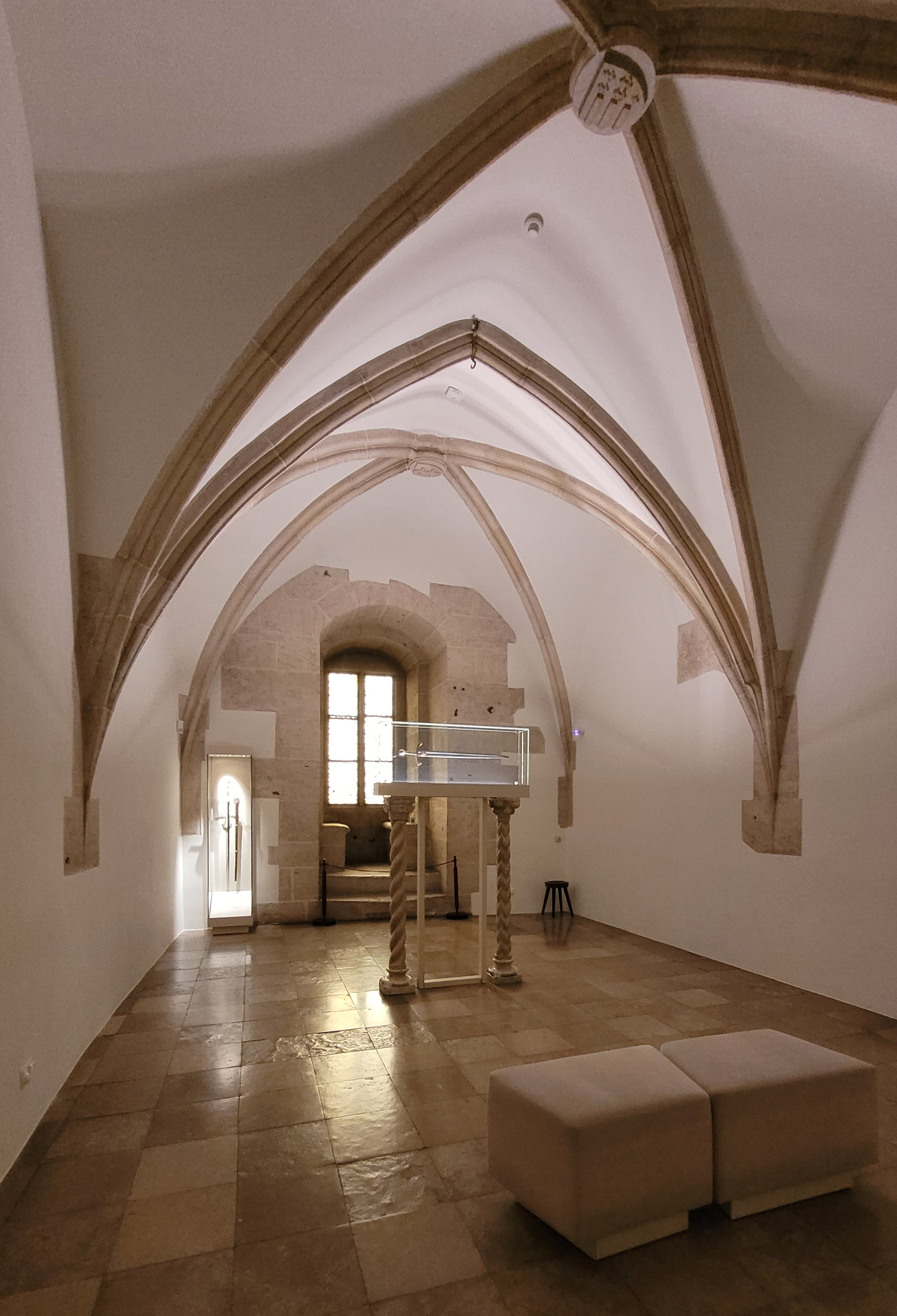
Sala Jagiełły i Jadwigi widok ogólny

Sala Jadwigi i Jagiełły – jedna z sal Zamku Królewskiego na Wawelu, wchodząca obecnie w skład ekspozycji Skarbca Koronnego. Znajduje się na parterze wieży Duńskiej.
Głównym eksponatem jest Szczerbiec – miecz koronacyjny królów polskich. Drugi z mieczy to tzw. Miecz Zygmuntowski.